# Soufrière (Svatý Vincenc)
La Soufrière (1 234 m n. m.) je aktivní stratovulkán nacházející se v severní části ostrova Svatý Vincenc ve východním Karibiku ve státě Svatý Vincenc a Grenadiny. Je to nejvyšší vrchol na ostrově Svatý Vincenc a od roku 1718 bylo zaznamenáno pět erupcí. Vrchol sopky je tvořen 1,6 km širokým kráterem, jehož severovýchodní stěna je narušena následkem erupce v roce 1812. Na přelomu let 2020–2021 proběhla poslední a pro ostrov ničivá erupce. Od dubna téhož roku je vulkán v klidu. 

## Geografie a struktura
S 1 234 m je La Soufrière nejvyšší vrchol ostrova Svatého Vincence, stejně tak jako nejvyšší vrchol Svatého Vincence a Grenadin. V kráteru se nachází vulkanické jezírko a v jeho středu menší lávový dóm vzniklý při erupci v roce 1979. Jedná se o nejmladší vulkanické centrum ostrova (starší sopečné útvary jsou Morne Garu, Grand Bonhomme a celá jihovýchodní část ostrova). Během období nečinnosti si návštěvníci mohou prohlédnout sopečný kráter po turistické stezce, která stoupá přes deštný prales až k okraji.

## Historie erupcí
La Soufrière vybuchla během zaznamenávané historie pětkrát. Stalo se tak v letech 1718, 1812, 1902, 1979 a 2021. Slavný obraz od Williama Turnera zobrazující erupci 30. dubna 1812 patří Victoria Gallery & Museum na Liverpoolské univerzitě.
Výbuch na Svatém Vincentu 6. května 1902 zabil 1 680 lidí, hodiny před tím, než výbuch Mont Pelée na Martiniku zabil 29 000 lidí. Zprávy o výbuchu La Soufrière zapříčinily, že obyvatelé města Saint-Pierre nedbali na varovné signály sopky Mont Pelée, neopustili město a následující den je usmrtily početné pyroklastické proudy řítící se po svazích vulkánu. Zóna smrti, kde zemřeli téměř všichni, byla převážně v prostředí ostrova Karibů, původních obyvatel Malých Antil v Karibiku. Tento poslední velký zbytek karibské kultury byl tedy v důsledku výbuchu sopky zničen. V roce 1907 byla sopka považována za neaktivní a kráterové jezero se reformovalo.
V roce 1971 došlo k menší události, která změnila strukturu kráterového jezera sopky.
Erupce v dubnu 1979 nezpůsobila žádné ztráty, protože předběžné varování umožnilo tisícům místních obyvatel se evakuovat na nedaleké pláže. Erupce roku 1979 vytvořila velký oblak popela, který dosáhl Barbadosu, ležící 160 km východně od sopky. Zpráva v novinách uvádí, že dvě děti zemřely během evakuace asi 1 500 lidí, ale tato zpráva nebyla potvrzena. Finanční a hmotnou pomoc poskytlo Spojené království a USA.

### Aktivita vletech 2020 - 2021

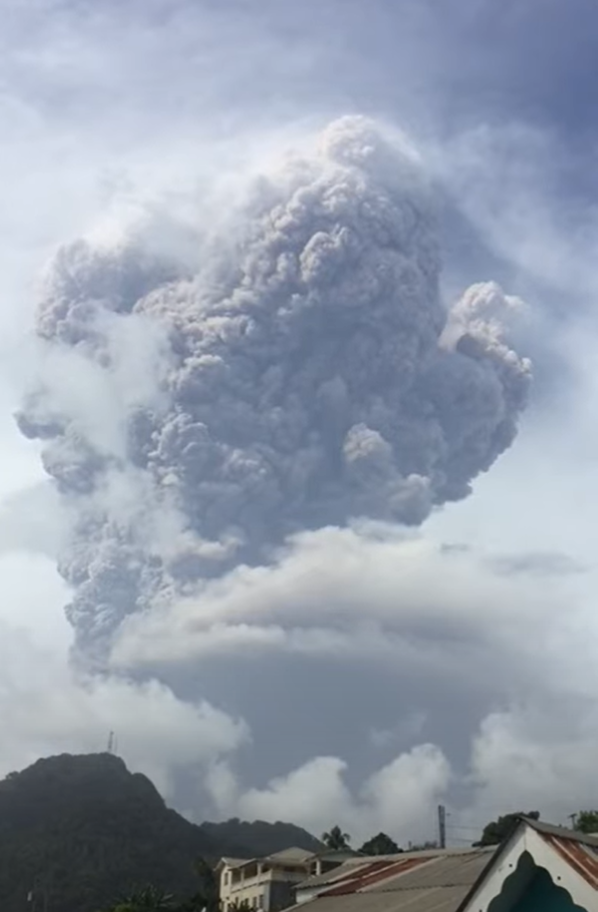
Erupční sloupec popela 9. dubna 2021.

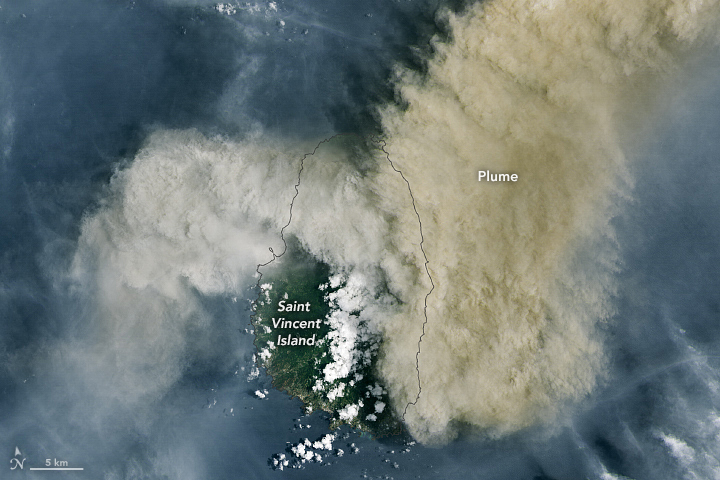
Satelitní snímek erupce z 9. dubna 2021

V prosinci 2020 byla pozorována zvýšena aktivita. Dne 27. prosince začala poklidná výlevná erupce formovat nový lávový dóm uvnitř hlavního kráteru vedle stávajícího dómu z roku 1979. Vládní úředníci začali komunikovat s obyvateli v této oblasti v průběhu prosince a ledna, aby přezkoumali evakuační plány pro případ, že by sopečná činnost na sopce eskalovala. Efuzivní vulkanismus pokračoval do ledna, během čehož se lávový dóm rozšířil o 100 až 200 m a prodloužil o 900 m. V únoru 2021 stále rostl, přičemž z jeho vrcholu unikaly sopečné plyny a oblaka páry. 22. února 2021 měřil sopečný útvar 105 m do výšky, 243 m do šířky a 921 m do délky. 8. dubna 2021, po trvalém růstu vulkanické a seismické aktivity v předcházejících dnech, bylo vyhlášeno červené varování a evakuační příkaz, protože se úřady domnívaly, že výbuch přijde téměř bezprostředně po tom.
Explozivní erupce začala 9. dubna v 8:41 ráno místního času. Oblak popela vystoupal do výšky přibližně 8 km a větry ho unášely na východ směrem k Atlantskému oceánu. Do té doby bylo z okolí sopky evakuováno přibližně 20 tisíc lidí. Ten samý den bylo vydáno varování, že erupční aktivita bude „pravděpodobně pokračovat dny, ne-li týdny“. Druhý silný výbuch byl hlášen odpoledne tentýž den. K večeru (v 18:45 místního času) podle Centra pro seismický výzkum University of the West Indies proběhl i třetí.
Sopečné výbuchy pokračovaly také 11. dubna a přibližně 16 tisíc lidí se z oblasti muselo evakuovat. Premiér Ralph Gonsalves řekl zpravodajským médiím „dodávky vody na většinu ostrova byly přerušeny a jeho vzdušný prostor je uzavřen kvůli hustým oblakům sopečného popela, vyskytujících se v atmosféře“.
V pondělí 12. dubna ve 04:15 začala další exploze, kdy erupční sloupec atakoval výšku 12,8 km. Jeho nestabilita měla za následek jeho kolaps a ten se „rozlil“ po jižních a západních svazích v podobě žhavých pyroklastických proudů, které se dostaly až k pobřeží. Zejména na tom západním bylo zaznamenáno rozsáhlé poškození vegetace. Oblak popela z výbuchu zamířil k nedalekému Barbadosu, který následně zaznamenal jeho spad. Zprávy uvádějí, že sopka „nadále vybuchuje“ a vytváří pyroklastické proudy, které „ničí vše, co jim stojí v cestě“.
Série vulkánských explozí se objevila 13. dubna v 06:30 a trvala asi 30 minut. Byla doprovázena velkými seismickými otřesy. Hustý oblak popela vystoupal do výšky 11 km a atmosférické proudění ho unášelo severovýchodním až jižním směrem. Výsledné pyroklastické proudy doputovaly až k oceánu. Další 40 minut trvající výbuch nastal v 20:30 a pyroklastické proudy směřovaly k řece Rabacca. V oblasti Sandy Bay vznikl lahar – sopečný bahnotok. Třetí velká exploze byla detekována ve 23:00. Monserrat, jeden ze sousedních ostrovů, vzdálený 390 km, nahlásil sirný zápach a menší množství popela. Poslední erupční aktivita se objevila 22. dubna, kdy oblaka popela vystoupala do výšky 8 km a následně byla unášena severním směrem. Pyroklastický proudy se prohnaly po západním úbočí a rovněž byl detekován silný seismický otřes. K večeru seismografy odhalily několik laharů. 
Erupce, jež na indexu vulkanické aktivity dosáhla stupně VEI 4, byla srovnatelná s událostí, ke které došlo v roce 1902.

#### Podpora obyvatel
Svatá Lucie, Grenada i Antigua a Barbuda se dohodli na převzetí evakuovaných. Premiér Ralph Gonsalves vyzval lidi evakuující se do útulků jinde na Svatém Vincenci, aby si nechali píchnout vakcínu proti covidu-19. Venezuelský ministr zahraničí Jorge Arreza přes Twitter oznámil, že jeho země pošle dodávky humanitárních potřeb a odborníky na rizikové situace. Společnost Carnival Cruise Lines poslala lodě Carnival Paradise a Carnival Legend k přepravě až 1 500 obyvatel na sousední ostrovy. Společnost Royal Caribbean Group poslala lodě Serenade of the Seas a Celebrity Reflection.
Pomoc a nouzovou finanční podporu poskytovalo několik blízkých ostrovů, Spojené království a agentury, jako je OSN. První významnou nabídku dlouhodobého financování ve výši 20 milionů USD oznámila Světová banka 13. dubna 2021.

## Etymologie
Mnoho sopek v Karibiku se jmenuje Soufrière (francouzsky: „vývod síry“). Mezi ně patří Soufrière Hills na Montserratu a La Grande Soufrière na Guadeloupe. Také byly tématem filmu La Soufrière od Wernera Herzoga z roku 1977.